# New Ulm
New Ulm er en amerikansk by og administrativt centrum i det amerikanske county Brown County, i staten Minnesota. I 2000 havde byen et indbyggertal på 13.594.

## Ekstern henvisning
- New Ulms hjemmeside (engelsk)

44°18′45″N 94°27′38″V / 44.3125°N 94.460555555556°V